# Christoph Notnagel
Christoph Notnagel (auch: Nottnagel; Nothnagel; * 20. September 1607 in Hildburghausen; † 1. Mai 1666 in Wittenberg) war ein deutscher Mathematiker und Astronom.

## Leben
Notnagel wurde als Sohn des Tuchmachers Johannes (Hans) Nothnagel (* 1577 in Hildburghausen; † 22. Februar 1648 ebd.) und Dorothea (geb. Popp; † 18. Oktober 1638 in Hildburghausen) in eine „vornehme und alteingesessene Familie des Ortes“ geboren. Nach dem Schulbesuch in seinem Heimatort besuchte er ab 1626 das Gymnasium in Coburg, wo er die Reife erwarb, eine Hochschule besuchen zu können. Am 4. März 1629 immatrikulierte er sich an der Universität Wittenberg. wechselte am 20. Juni 1629 an die Universität Königsberg und kehrte in den Wirren des Dreißigjährigen Krieges nach Wittenberg zurück. Dort erwarb er am 21. September 1630 den akademischen Grad eines Magisters der Philosophie und nahm ein theologisches Studium auf.
Nachdem er am 11. Mai 1632 die Vorleseerlaubnis für Hochschulen als Magister legens erhalten hatte, entwickelte er solche Fähigkeiten, dass er 1634 als Superintendent in Heldburg berufen wurde. Jedoch trat er dieses Amt nicht an. Die Wittenberger Universität bot ihrem Privatdozenten eine Professur der höheren Mathematik an, und der sächsische Hof verband dieses Amt mit dem eines Kriegskommissars. So wurde Notnagel am 28. März 1634 als Adjunkt an der philosophischen Fakultät aufgenommen. und übernahm am Folgetag die Professur für höhere Mathematik. In dem Amt des Kriegskommissars wirkte er sieben Jahre zum Nutzen der Wittenberger Akademie und der Wittenberger Bürgerschaft.
Der durch seine Synopsis der Mathematik bekannt gewordene Hochschullehrer bildete nicht nur Studenten, Standespersonen und Adlige aus, er hielt auch für Soldaten und andere Personen aller Stände, die nicht studiert hatten, deutschsprachige Privatvorlesungen. Notnagel beteiligte sich auch an den organisatorischen Aufgaben der Wittenberger Hochschule. So war er in den Sommersemestern 1638, 1643, 1649 sowie 1655 Dekan der philosophischen Fakultät und in den Sommersemestern 1642 sowie 1660 Rektor der Akademie. Nach seinem Tod hat man Notnagel am 6. Mai in der Wittenberger Schlosskirche beigesetzt und ihm ein Epitaph errichtet, welches heute stark verwittert ist.

## Familie
Er war zweimal verheiratet. Seine erste Ehe schloss er am 8. Juli 1634 in Wittenberg mit Dorothea Elisabeth (* 15. Juli 1619 in Wittenberg; † 13. Juli 1653 ebd.), die Tochter des Apothekers Kaspar Mühlich und dessen Frau Elisabeth (geb. Fluth). Nach ihrem Tod heiratete er am 13. Juni 1654 in Wittenberg Elisabeth, die Tochter des Assessors an der Juristischen Fakultät Christian Kremberg. Aus diesen Ehen sind die Kinder bekannt:
- 1. Ehe

Anna Katharina Notnagel (* 15. Dezember 1637 in Wittenberg; † September 1672 ebd.) verheiratet am 14. November 1654 mit dem Wittenberger Stadtkommandanten und Witwer Erasmus von Egerland († Oktober 1667 in Wittenberg), Sie verheiratet II. 1668 mit Ernst Wilhelm Vogel (* 1633 in Meißen, † August 1687 in Wittenberg (Belzig)) Dr. jur., Assessor am Landgericht der Niederlausitz, Advokat am Hofgericht und Assessor der juristischen Fakultät der Universität Wittenberg,
Johann Christoph (starb früh)
Johann Kasper Notnagel (* Wittenberg) am 9. Oktober 1651 UWB immatrikuliert
Christoph Notnagel (* 3. Februar 1648 in Wittenberg) 26. September 1659 UWB immatrikuliert
Gottfried (starb vor Mutter)
Dorothea Elisabeth († 1637)
Magaretha Sybilla
Elisabeth, heiratet am 20. November 1661 in Wittenberg Georg Kaspar Kirchmaier, Professor der Rhetorik Uni. Wittenberg,
Maria Magdalena heiratet am 22. September 1668 in Regensburg Sebastian Kichmaier (* 18. März 1641 in Uffenheim; † 18. September 1698 in Rotenburg ob der Tauber) als Superintendent.
Dorothea verh. 1. Ehe mit Andreas Sennert, 2. Ehe mit Johann Karl Naeve
Anna Maria
Christina († 13. Juli 1653 in Wittenberg)
- 2. Ehe

Johannes Christian 26. September 1659 UWB immatrikuliert, auch in Leipzig immatrikuliert Student Jur.
Johannes Paulus Notnagel (* Wittenberg) am 6. Oktober 1674 UWB immatrikuliert
Anna Magaretha Nottnagel (* 19. November 1658 in Wittenberg; † 19. September 1682 in Wittenberg) verh. am 17. August 1680 mit Professor Michael Walther der Jüngere

## Werkauswahl
- Disputatio mathematica prima de hypothesibus astronomicis in genere. (Resp. Daniel Lagus) Fincel, Wittenberg 1635. (Digitalisat)
- Quaestiones physico mathematicas. Wittenberg 1644
- Institutiones mathematicae : Continens Mathesin Generalem, Itemq[ue] Arithmeticam Vulgarem, Logisticam Astronomicam, Algebram, Geometriam, Trigonometriam, Geodaesiam, Totamq[ue] adeò Mathesin, quam vocant puram, Accuratâ scientiarumq[ue] propriâ methodô pertractatam. Röhner, Wittenberg 1645. (Digitalisat)
- De originibus astronomiae. Wittenberg 1650.
- Disputatio Astronomica De Ortu Et Occasu Stellarum. Röhner, Wittenberg 1651. (Digitalisat)
- Disputatio astronomico-geographica de insperato solis exortu, qui Hollandis contigit in Nova Zembla anno 1597. (Resp. Johannes Andreas Quwnatedt) Wemdt, Wittenberg 1644. (Digitalisat)
- Manuale Fortificatorium oder Kurtzes Handbüchlein von der Vestungs-Bawkunst. Darinnen Sieben unterschiedene Arten angezeiget werden wie ein fürgegebener Platz zu bevestigen, damit er wieder feindliche Gewalt durch wenige macht mit vortheil vertheidiget werden könne, und wie derselbe hinwiederumb mit geschwindigkeit einzunehmen sey. Wobey CCXII. auserlesene nützliche Aphorismi Militares oder Kriegs-Regeln am ende angehenget, und aus bewehrten Autorn zusammen getragen worden. Fincel, Wittenberg 1659. (Digitalisat)
- Quadrigam controversiarum mathematicarum a.) de Calendario Gregoriano, b.) de Galaxia c.) de nominibus gentilium in coelo d.) de unirate aritmetica. Wittenberg 1660
- Sceleton centum positionum mathematicarum. (Resp. Andreas Marquard) Fincel, Wittenberg 1660. (Digitalisat)
- Synopsin mathematica contines Mathesin Generalem Aretmethicam Geometricam Astronomicam Geographiam. 3. Auflage Wittenberg 1665
- Gründlicher Bericht von dem bis in den Februar dieses 1665sten Jahres im Himmel gestandenen importirlichen Cometen und dessen vermuthlich-merckwürdigen Bedeutung Henckel, Wittenberg 1665. (Digitalisat)
- Manuale archirecturae militaris
- De hypothesibus Astronomicis
- De religionibus, quarum in historia sacra sit mentio
- De Geographiae requisitis
- Disputatio physico-mathematica de ventis insolentibus et inprimis eo, qui circa proxime praeteritum IX. Decemb. totam ferme Europam perflasse creditur, cum appendice de recenti cometa. (Resp. Bernhard Mittendorff) Henckel, Wittenberg 1661. (Digitalisat)